# 스톰브링거
스톰브링거(Stormbringer)는 마이클 무어콕의 여러 판타지 소설들에 등장하는 악명높은 검은색 마검이다. 혼돈의 힘에 의해 창조된 스톰브링거는 칼날에 괴상한 룬 문자가 깊숙히 새겨져 있는 거대한 검은 도검의 형상이다. 엘릭 사가의 저주받은 알비노 황제 멜닙오네이의 엘릭이 그 사용자로 유명하다. 스톰브링거가 처음 등장한 작품은 1961년 《꿈꾸는 도시》이다.